# Mark Travers
Mark Travers (Kildare, 1999. május 18. –) ír válogatott labdarúgó,  az Everton kapusa.

## Pályafutása

### Klubcsapatokban
Az ír Lucan United, Cherry Orchard és a Shamrock Rovers korosztályos csapataiban nevelkedett. 2016-ban csatlakozott az angol Bournemouth akadémiájához. A 2017–18-as szezont az alacsonyabb osztályban szereplő Weymouth csapatánál töltötte kölcsönben. Debütáló mérkőzésén gólt szerzett a Bishop's Stortford csapata ellen. 2019. május 4-én mutatkozott be az első csapatban sérülések miatt és a Tottenham Hotspur ellen 1–0-ra megnyert bajnoki mérkőzésen magabiztosan teljesített. 2021 januárjában kölcsönbe került a Swindon Town csapatához.

### A válogatottban
Többszörös ír korosztályos válogatott játékos. 2019 márciusában meghívott kapott a felnőtt válogatottba a Gibraltár és Grúzia elleni 2020-as labdarúgó-Európa-bajnokság selejtező mérkőzésekre, pályára nem lépett.

## Statisztika
2019. május 4-i állapotnak megfelelően.
| Klub            | Szezon   | Bajnokság                        | Bajnokság | Bajnokság | Kupa  | Kupa  | Ligakupa | Ligakupa | FA Trophy | FA Trophy | Total | Total |
| Klub            | Szezon   | Osztály                          | Mérk.     | Gólok     | Mérk. | Gólok | Mérk.    | Gólok    | Mérk.     | Gólok     | Mérk. | Gólok |
| --------------- | -------- | -------------------------------- | --------- | --------- | ----- | ----- | -------- | -------- | --------- | --------- | ----- | ----- |
| AFC Bournemouth | 2017–18  | Premier League                   | 0         | 0         | 0     | 0     | 0        | 0        | —         | —         | 0     | 0     |
| AFC Bournemouth | 2018–19  | Premier League                   | 1         | 0         | 0     | 0     | 0        | 0        | —         | —         | 1     | 0     |
| AFC Bournemouth | Összesen | Összesen                         | 1         | 0         | 0     | 0     | 0        | 0        | —         | —         | 1     | 0     |
| Weymouth        | 2017–18  | Southern League Premier Division | 23        | 1         | 2     | 0     | —        | —        | 1         | 0         | 26    | 1     |
| Összesen        | Összesen | Összesen                         | 24        | 1         | 2     | 0     | 0        | 0        | 1         | 0         | 27    | 1     |